# Lithographie extrême ultraviolet
Pour les articles homonymes, voir EUV.

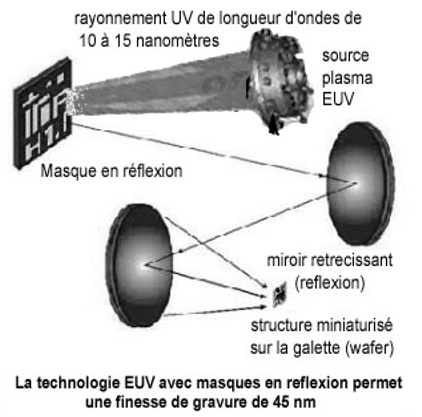
La technologie EUV.

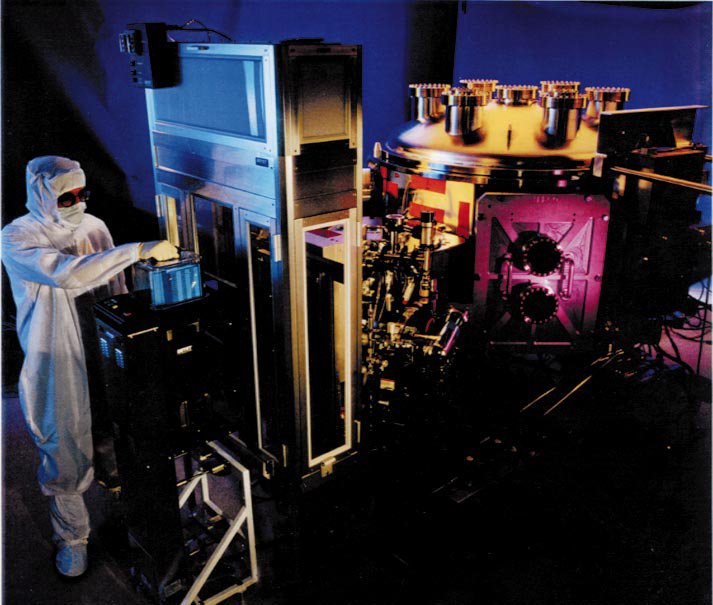
Outil de lithographie EUV.

La lithographie extrême ultraviolet ou lithographie EUV est un procédé de photolithographie assez semblable aux procédés de lithographie classiques actuels. Il utilise un rayonnement ultraviolet (UV) d'une longueur d'onde de l'ordre de dix à quinze nanomètres (le rayonnement EUV avoisine donc la gamme des rayons X-mous), en remplaçant les objectifs (ou masques dits « en transmission ») par une série de miroirs de précision (exemple des masques dits « en réflexion »). Il permet ainsi une résolution inférieure à 45 nm. C’est une technologie prometteuse pour le développement industriel des gravures inférieures à 10 nm.

## Historique
La demande croissante de miniaturisation des circuits conduit à utiliser des longueurs d'onde de plus en plus petites. Lors du cinquième colloque international sur la lithographie EUV à Barcelone en octobre 2006, des chercheurs de l’université du centre de la Floride (UCF) ont présenté leur expérience de couplage d'un laser de forte puissance à un laser de source plasma, créant un outil efficace pour l’usage d’EUV. La source de lumière produite, d'une longueur d'onde de 13,5 nm, est trente fois plus puissante que les technologies employées jusque-là. Cette technologie radicale développée par l’UCF met en œuvre une conversion de la lumière laser en EUV associée à un procédé d'élimination efficace des particules neutres et chargées qui sont associées à la source plasma. L’étude dirigée par le Pr Martin Richardson, directeur du Laser Plasma Laboratory de l'UCF, a associé Powerlase Ltd (Royaume-Uni). L'équipe de Martin Richardson travaille sur les applications des lasers haute puissance et particulièrement le développement de source de lumière EUV et des systèmes optiques à rayons X avancés.
En 2021, l'entreprise néerlandaise ASML est la seule à commercialiser un tel appareil de lithographie. Ces machines de 180 tonnes coûtent plus de cent millions d'euros et nécessitent dix-huit mois d'assemblage.
Dans sa technologie « High NA » alors en cours de développement, extension de son système EUV actuel, ASML joue cette fois-ci non plus sur la longueur d'onde mais sur l'ouverture numérique (NA). Le groupe estime alors pouvoir atteindre une résolution d'environ 8 nm.